# 山下長
山下 長（やました たけし、1889年4月8日-1959年2月5日）は、日本の実業家。オリンパス（旧・高千穂製作所）創業者、高千穂製作所社長。顕微鏡をはじめとする光学機器の製造業を経営した。

## 経歴
鹿児島県名瀬の金久（現・奄美市内）出身。名瀬の高等小学校で3年間学んだ後、鹿児島の本家にひきとられて中学造士館に入る。1904年に上京。東京の京北中学校 (旧制)と京都の第三高等学校 (旧制)を卒業。1915年東京帝国大学法科大学法律学科（独法科）卒業。弁護士となるが、父の勧めで実業界に転じ親戚の松方正義関連の企業に就職することとなる。川崎造船所などの大企業は断り、松方の五男・五郎が経営する常盤商会に1918年入社。砂糖部長としてジャワの砂糖取引で利益をあげる。
その報奨金と松方の後援で、顕微鏡技師の寺田新太郎らとともに高千穂製作所を1919年設立。山下は取締役専務、寺田は取締役技師長に就任（名目上の社長は川上謙三郎）。オリンパスの商標で国産顕微鏡や体温計を製造する。1923年の関東大震災で常盤商会とのつながりが断たれ経営が悪化し、1925年より山下の単独経営に切り替え再建する。1934年、高千穂製作所社長に就任。1935年には瑞穂光学研究所を設立しカメラの製造にも乗り出し、翌年セミオリンパスを開発。
1939年、安宅産業の資本参加を機に社長を辞任。代表取締役として残留した後、1940年に高千穂製作所を退社。日真光学を設立して社長となり、敗戦まで顕微鏡製造を続けた。なお、高千穂製作所はその後、高千穂光学工業、オリンパス光学工業と改称し、現・オリンパス。